# Stubai (Marke)

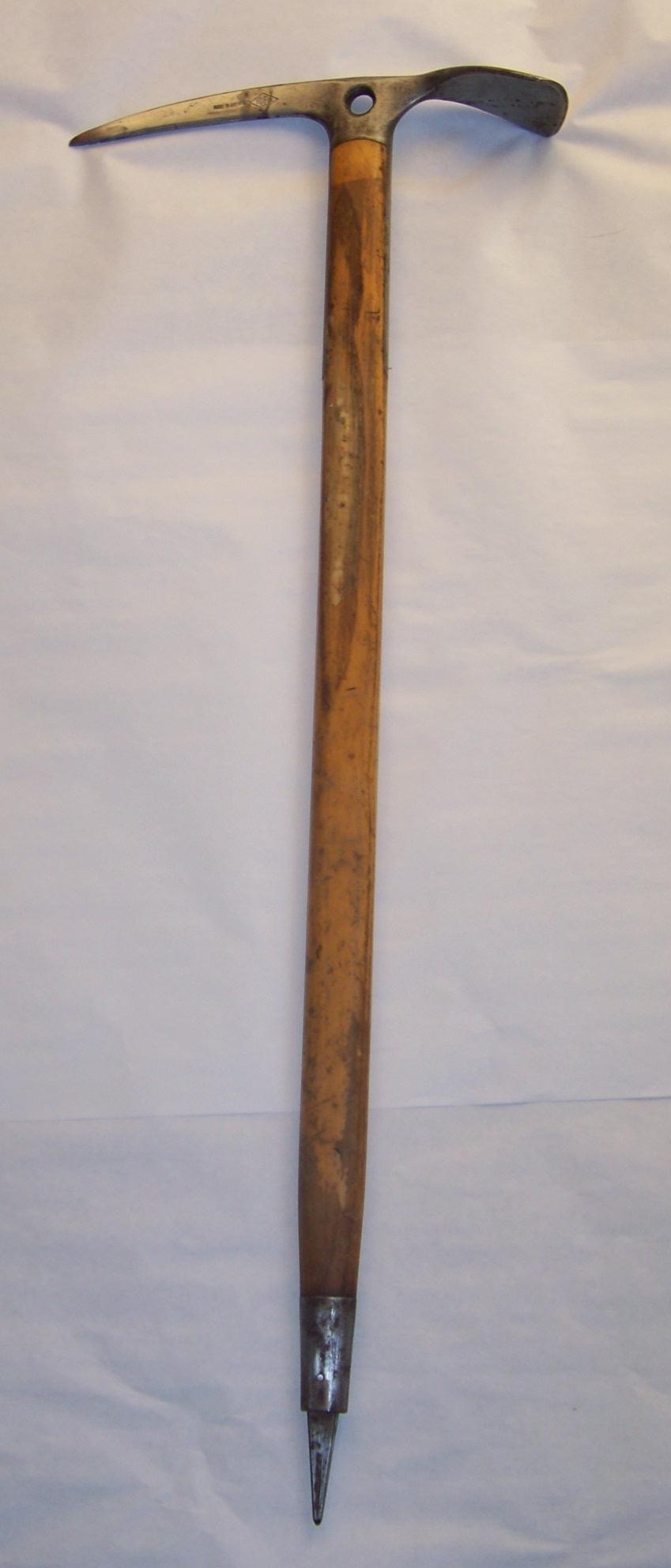
Stubai-Eispickel aus den 1970er Jahren

Die Marke Stubai bezeichnet die von der Stubai Werkzeugindustrie reg.Gen.m.b.H. hergestellten Produkte.
Die Stubai Werkzeugindustrie reg.Gen.m.b.H. mit ihren Produktionsstandorten in Fulpmes im Stubaital ist einer der bekanntesten Hersteller der qualitativ hochwertigen Kleineisenindustrie. An die hundert Unternehmen mit meist weniger als einem Dutzend Angestellten produzieren, zusammengeschlossen in einer Genossenschaft verschiedene Kleineisen, vor allem Messer, Scheren, Äxte, Hämmer sowie Spezialwerkzeuge für die Holzverarbeitung. In den letzten Jahren hat sich darüber hinaus das Geschäftsfeld von Karabinern für den Klettersport sowie Eispickeln und Steigeisen entwickelt.
Die Stubai Werkzeugindustrie reg.Gen.m.b.H. kann auf mehr als 100 Jahre Geschichte zurückblicken, als sich die Schmiedemeister in Fulpmes zur Vermarktung ihrer Produkte in einer Genossenschaft zusammentaten. Wandernde Verkäufer brachten die Produkte bis ins Baltikum. Die Stubaier Produkte genossen vor allem auf Grund ihrer Eisen- und Verarbeitungsqualität besonderen Ruf. Wurde im 16. und 17. Jahrhundert das notwendige Erz im Stubaital abgebaut, so mussten die Rohstoffe in den nachfolgenden Jahrhunderten zugekauft werden.
Als zu Beginn des 20. Jahrhunderts die Qualität zu fallen begann und die großindustrielle Konkurrenz vor allem aus den deutschen Stahlgebieten immer größer wurde, wurde in Fulpmes eine Fachschule für Eisenverarbeitung gegründet, welche bis heute als Höhere Technische Lehranstalt fortbesteht. Zudem wurde Fulpmes mit der Stubaitalbahn im Jahr 1904 an das Eisenbahnnetz angeschlossen, wodurch eine Verbindung nach Innsbruck geschaffen wurde, dem Kreuzungspunkt von Brennerbahn, Arlbergbahn und Mittenwaldbahn.
Im Ersten Weltkrieg bewahrte die Werkgenossenschaft die Einwohner von Fulpmes vor der Einberufung an die Front, weil die Industriebetriebe für die Rüstungsproduktion eingesetzt wurden.
Die genossenschaftliche Organisationsform verhinderte auch das Entstehen einer sozialistischen Arbeiterbewegung in Fulpmes – die Arbeiter und Arbeiterinnen der Werkgenossenschaft waren nahezu vollständig stets im Katholischen Arbeiterverein, welcher christlich-sozial ausgerichtet war, organisiert.
Bis heute hat sich die Stubai Werkzeugindustrie reg.Gen.m.b.H. ihre Organisationsform bewahrt und besteht aus dem Handelshaus als Vertriebsorganisation der Mitgliedsbetriebe und einem Produktionswerk für die industrielle Fertigung von Schmiedeteilen. Das Werk, ursprünglich nur Lieferant für die Mitgliedsbetriebe, entwickelte sich in den letzten 30 Jahren immer mehr zum zweiten Standbein als Zulieferer von Stauch- und Schmiedeteilen für die Industrie.

## Auszeichnungen
Stubai Werkzeugindustrie:
- 1975/76 mit Ernst Beranek: Staatspreis Design für Hammerzange